# Ути-ути-ути
«Ути-ути-ути»  — короткометражный российский фильм 2020 года режиссёра Сергея Соловьёва. Участник конкурсной программы Роттердамского кинофестиваля.

## Сюжет
Две красивые девушки, Мила и Николь, едва знакомые друг с другом,  приходят купаться на заброшенный пруд. Их окружает  прекрасный безмятежный пейзаж. Сами они полны энергии и юношеского задора, без стеснения готовы демонстрировать свои юные обнажённые тела  и не скрывают отнюдь не дружеских чувств друг к другу.  Ничто не нарушает их беззаботного времяпрепровождения. Даже старый рыбак, уже давно потерявший интерес к жизни вокруг, однако же взволнованный появлением двух нимфеток. Но что, если перед ним совсем не обычные девчонки, а самые настоящие русалки...  Случайно они узнают, сколько тайн хранит этот самый пруд и понимают, что именно сейчас они очень нужны друг другу.

## В ролях
- Стася Венкова — Николь
- Анастасия Теплинская  — Мила
- Сергей Соловьёв — старый рыбак

## Критика и отзывы
- Андрей Геласимов: «Получилось дерзко и задорно. Смотришь, смеёшься, а потом вдруг понимаешь, что говорит-то он о смерти. И тут у меня навернулась слеза. Физическое тело Сергея Александровича не соответствует тому Соловьёву, который сидит внутри. Это два разных человека»[3]
- Кристофер Смолл, Filmmaker Magazine: «Атмосфера, мастерски переданная  по большей части в величественных широких кадрах Сергеем Соловьёвым, одним из величайших и наиболее авторитетных российских кинематографистов последнего полувека»[4]
- Екатерина  Барабаш, Кино-театр.ру: «Медленное чёрно-белое эстетическое упражнение, загадочное и невыносимо красивое, с двумя юными красавицами на берегу озера: то ли русалки, то ли просто пришли покурить. А с другого берега им машет старый рыбак – сам Сергей Соловьёв, словно посылая привет себе молодому, начинающему, отважному. Девушки хрестоматийно раскинулись на ветвях, словно подчёркивая, что от нашего всего нам никуда не спрятаться, и умопомрачительно прекрасны. Собственно, искать дальнейшего смысла в этой 15-минутной ленте вряд ли имеет смысл – красота, от которой сосёт под ложечкой, есть смысл сама по себе»[5]